# Cheyne Capital
A Cheyne Capital é uma empresa de gestão de activos sediada em Londres. A empresa lançou o seu primeiro fundo de investimento em 2000 e especializa-se actualmente em crédito empresarial, fundos de base situacional (event-driven), fundos de acções e ligados a acções. É uma das maiores empresas de gestão de activos alternativos da Europa, com mandatos de fundos de pensões, fundações, gestores de fortunas e fundos de fundos. O grupo Cheyne emprega actualmente cerca de cento e cinquenta pessoas e tem os seus principais escritórios em Londres, a Suíça e Bermudas. A empresa foi fundada em 1999 por Jonathan Lourie e Stuart Fiertz, actuais CEO e presidente da Cheyne Capital Management (UK) LLP respectivamente. A Cheyne Capital Management (UK) LLP está autorizada e é regulada pela autoridade para os serviços financeiros britânicos, a FSA (Financial Services Authority).
O co-fundador da empresa, Stuart Fiertz, foi um dos catorze elementos do grupo de trabalho Hedge Fund Working Group, que elaborou as políticas de boas práticas relativas a avaliação financeira, transparência e gestão do risco. Essas políticas evoluíram para o que é hoje o Hedge Fund Standards Board, um organismo auto-regulador em que a Cheyne participa. É também membro da associação de gestores de investimentos alternativos AIMA (Alternative Investment Management Association). 

## Premios

### 2008
- Prémios Creditflux[6] - Gestor do Ano (Cheyne Capital Management)
- Prémios Creditflux - Melhor Equidade Sintética CDO
- Prémios Creditflux - Melhor Hedge Fund de Crédito a Curto e Longo Prazo

### 2007
- Prémios Creditflux[7] - Melhor Equidade Sintética CDO
- Prémios Creditflux - Melhor Fundo/Correlação de Crédito Estruturado